# Šiškovci
Šiškovci is een plaats in de gemeente Cerna in de Kroatische provincie Vukovar-Srijem. De plaats telt 841 inwoners (2001).